# Mysterium (Skrjabin)
Mysterium è un'opera musicale incompiuta del compositore russo Aleksandr Nikolaevič Skrjabin. Iniziò a lavorare alla composizione nel 1903, ma la lasciò incompleta quando morì nel 1915. Scriabin progettò che il lavoro sarebbe stato sinestetico, sfruttando i sensi dell'olfatto e del tatto, oltre naturalmente l'udito. Egli scrisse:
Skrjabin intendeva che l'esecuzione dovesse avvenire ai piedi dell'Himalaya in India, un evento di una settimana che sarebbe seguito dalla fine del mondo e dalla sostituzione della razza umana con "esseri più nobili".
Al momento della sua morte, Skrjabin aveva abbozzato 72 pagine di un preludio a Mysterium, intitolato Azione Introduttiva. Alexander Nemtin trascorse 28 anni a riformare questo schizzo in un lavoro di tre ore, "Preparazione al mistero finale" in 3 parti: Parte 1 "Universo", Parte 2 "Il genere umano" e Parte 3 "Trasfigurazione". La Parte 1 fu registrata nel 1973, diretta da Kirill Kondrašin, pubblicata in LP nel 1973; nel 1996 Vladimir Aškenazi registrò tutte e 3 le parti con la Deutsches Symphonie Orchester Berlin.

## Nella cultura di massa
Mysterium di Skrjabin è raffigurato nell'edizione 3 della trilogia del racconto grafico Suffrajitsu: Mrs. Pankhurst's Amazons (2015).
Il podcast di The Black Tapes (2015-2017) usa Mysterium di Skrjabin come potenziale esempio di qualcuno che cerca di accedere a forze soprannaturali.